# 浮游杆菌属
浮游杆菌属（学名：Planctobacterium）是交替单胞菌科下的一属。此属的物种是革兰氏阴性、需氧和运动性的细菌。此属的模式种是海洋浮游杆菌（Planctobacterium marinum）。

## 下属物种
本属包括以下物种：
- 海洋浮游杆菌 Planctobacterium marinum Sheu et al. 2017